# Paramesosella nigrosignata
Paramesosella nigrosignata là một loài bọ cánh cứng trong họ Cerambycidae.